# Monte Cazzola
Der Monte Cazzola ist ein Berg in den italienischen Alpen.

## Lage
Der Monte Cazzola befindet sich im Valle di Devero im Herzen der Lepontinischen Alpen.

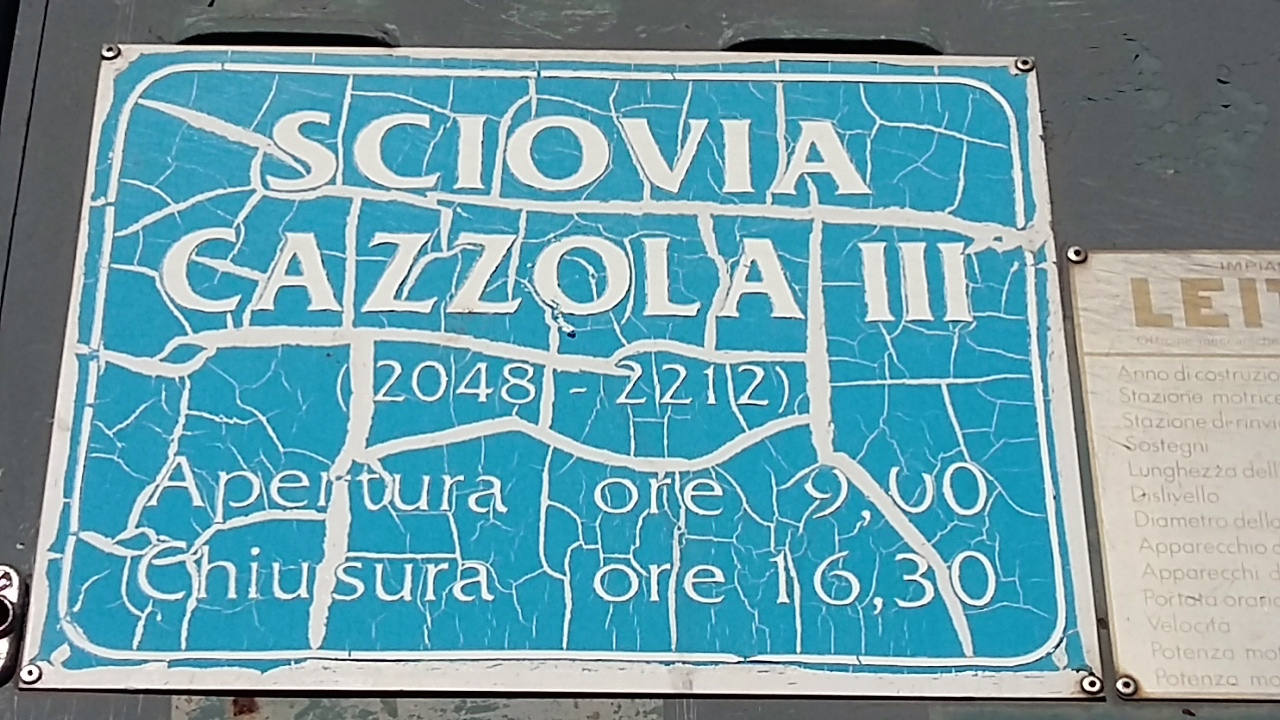
Skilift am Monte Cazzola

## Wege zum Gipfel
Mehrere Aufstiegsmöglichkeiten bestehen aus Alpe Devero. Der markierte Wanderweg H11 führt über die Hochebene Buscagna aus Ostrichtung auf den Gipfel. Alternativ kann der Gipfel direkt aus Alpe Devero entlang der Skipiste erwandert werden. Bei winterlichen Bedingungen führen ein Sessellift und zwei Schlepplifte bis einige hundert Meter unterhalb des Gipfels.
Vom Gipfel erschließt sich ein Blick auf die Helsenhorn-Gruppe in der benachbarten Schweiz.